# قراءة موسيقية

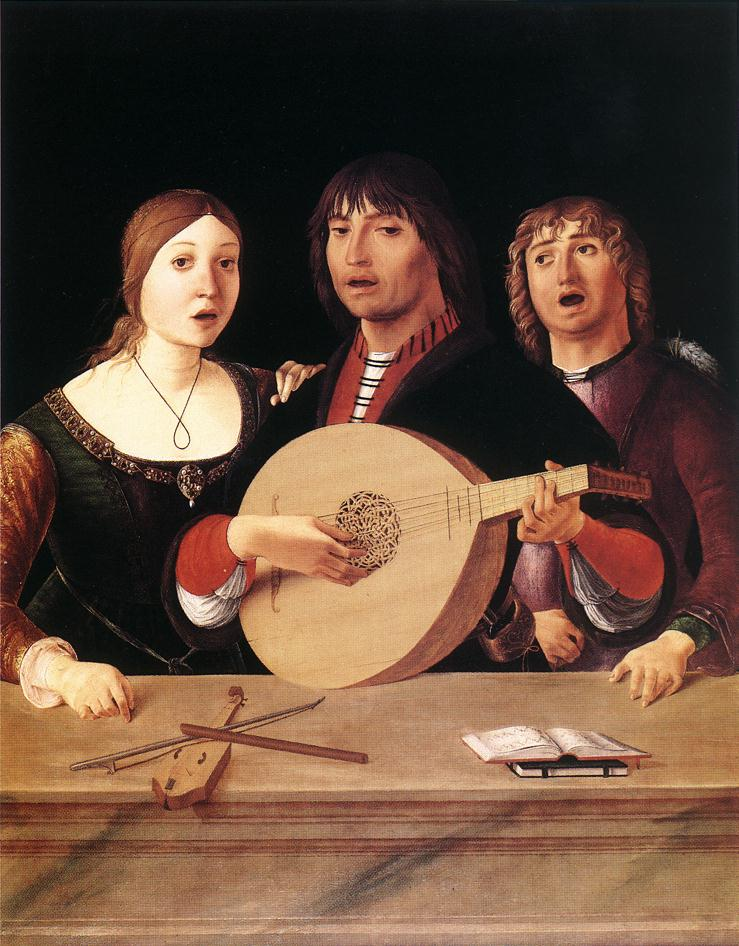

القراءة الموسيقية أو التنغيم أو الصولفيج في نظرية الموسيقى أو التربية الموسيقية هو دراسة لكل ما يتعلق بالغناء والعزف والألحان والإيقاع والأصوات الموسيقية والمقامات طريقة كتابتها وقراءتها وتفسيرها وتحديد خصائص الأصوات الموسيقية، كالطبقة الصوتية والطابع،والجهارة وتدريس الإملاء الموسيقي لتنمية الحس الموسيقي، وتقوية مهارات تحديد النغمات والتمييز بينها، وتسهيل تصنيف الألوان الموسيقية العالمية.